# Minerve (S647)
Pour les autres navires du même nom, voir Minerve (navire).
La Minerve (indicatif visuel S647) est un sous-marin d'attaque à propulsion diesel-électrique français de la classe Daphné (800 tonnes, dit « à hautes performances »). Mis à flot le 19 juin 1962, il disparaît corps et biens avec ses 52 membres d'équipage au large de Toulon le 27 janvier 1968.
Les causes de la perte du bâtiment n'avaient pu être établies en 1968. La découverte de l'épave en 2019 conduit à retenir que le naufrage serait dû à une soudaine entrée d'eau, causée par une avarie du schnorchel, possiblement consécutive à un abordage avec un bateau.

## Disparition
Après des recherches infructueuses menées de 1968 à 1970, l'épave est finalement retrouvée en 2019 lors de nouvelles recherches engagées par le ministère des Armées sur l'insistante demande des familles des marins disparus. Le bâtiment repose par 2 230 m de fond, à 45 km au large de Toulon.
Parmi les onze sous-marins de cette classe construits en France pour la Marine nationale, deux disparurent en mer, la Minerve en 1968 et l'Eurydice en 1970 au large de Saint-Tropez.
La Minerve est l'un des quatre sous-marins à avoir disparu durant l'année 1968, avec le sous-marin israélien INS Dakar, le sous-marin américain USS Scorpion et le sous-marin soviétique K-129.

## Construction et mise en service

### Construction
La Minerve fait partie de la classe de sous-marins français de classe Daphné, comptant 11 sous-marins construits pendant les années 1950 et les années 1960 pour les forces sous-marines de la Marine nationale.
Son nom s'inspire de celui de la déesse romaine des métiers et des artisans, qui est également la déesse de la guerre sortie armée et casquée du crâne de Jupiter. Outre des navires de surface, un autre sous-marin qui a servi de 1936 à 1943 dans les Forces navales françaises libres, a porté le nom de Minerve (Minerve - Q185).
Mis sur cale en mai 1958 par les chantiers Dubigeon à Nantes, il est baptisé le 30 mai 1960 et mis à flot à Nantes le 19 juin 1962.

### Essais
En octobre 1962, il effectue une première plongée statique dans la darse transatlantique de l'arsenal de Cherbourg. Du 2 au 30 novembre 1962, le navire réalise une croisière d'endurance en eaux froides. De Cherbourg, il fait escale à Londonderry (en Irlande), à Bergen (en Norvège), puis à Göteborg (en Suède), avant son retour à Cherbourg. Il rejoint Toulon, où il est basé, le 22 décembre 1962.

### Admission au service actif
Entré en service actif le 10 juin 1964, il est affecté à la première escadrille des sous-marins pour naviguer essentiellement dans les eaux de la Méditerranée. Le bateau sort de carénage le 1er octobre 1967.

### Sous-marins identiques visitables
Le sous-marin Flore (S645) (1964-1989) se visite au musée naval de Lorient, de même que le Delfin (S61) à Torrevieja en Espagne, ainsi que le Barracuda (S164) à Cacilhas, près d'Almada, au Portugal.
Tous appartiennent à la même classe Daphné que celle de la Minerve.

## Naufrage

### Faits
Le 27 janvier 1968, à 7 h 59 et vingt-trois secondes la Minerve disparaît corps et biens au large du Cap-Sicié avec 52 marins à son bord.
C'est le dernier jour d'entraînement pour la Minerve. En début de journée, à 1 h 15, dans la rade des Vignettes devant Toulon, le sous-marin débarque l'officier d'entraînement de l'escadrille, le lieutenant de vaisseau Marc Merlo, qui a évalué le degré d'entraînement de l'équipage depuis le 21 janvier. Au terme de cette semaine de stage de mise en condition opérationnelle suivant la prise de commandement du lieutenant de vaisseau Fauve, l'équipage est peut-être fatigué. Le sous-marin fait route vers le secteur T-65, qui lui est attribué jusqu'à 20 h 00 afin d'effectuer des exercices avec un avion de patrouille maritime Breguet Atlantic. Il s'agit essentiellement de calibrer le radar de l'aéronef. Le sous-marin navigue à une vitesse d'environ sept noeuds, à l'immersion périscopique. Ayant décollé à 6 h 54 de Nîmes-Garons, l'Atlantic prend contact à 7 h 19 avec le sous-marin. Il se trouve à vingt-cinq nautiques des côtes.
Les mauvaises conditions météorologiques et les mauvaises liaisons par radio U.H.F. conduisent à réduire l'exercice à deux passages et à la seule calibration du radar de l'avion. À bord de la Minerve l'équipage s'active pour le changement de quart de 8 h à 12 h. À 7 h 55, naviguant à l'immersion périscopique et au schnorchel comme prévu par l'exercice, dans une forte houle, à environ 25 nautiques de la base de Toulon, le sous-marin, par la voix du second-maître radio Nicolas Migliaccio demande à l'avion la confirmation de la fin de l'exercice conjoint. Le contact radio cesse d'une manière qualifiée « d'abrupte » par le rapport d'enquête. C'est le dernier message émis par le sous-marin qui coule par des fonds de l'ordre de 2 000 mètres de profondeur (sa limite de sécurité de plongée étant à 300 mètres).
La dernière position relevée et connue du sous-marin est au 42° 40′ N, 5° 57′ E.
Le Breguet Atlantic fait route vers sa base à 8 h 9, après deux appels par radio sans aucune réponse du sous-marin.
Dans la journée du 27 janvier, les contacts par radio planifiés par vacations de la base sous-marine de Toulon restent également sans réponse.
Le sous-marin devait rentrer à Toulon à 21 h, n'ayant plus de secteur de plongée après 20 h.
L'absence est relevée à 1 h, le 28 janvier 1968, alors même que l'heure maximale de retour était donc fixée à 21 h (+ 4 h de tolérance) la veille ; l'alerte « sous-marin disparu » est lancée à 2 h 15. Le matin, les familles sont directement prévenues de la disparition du bateau. La presse diffuse l'information dès le 28 janvier 1968 à midi ; le drame rencontre un écho considérable dans les médias.

### Causes possibles du naufrage
La cause du naufrage de la Minerve n'est pas déterminée avec certitude. Le seul facteur certain est que la météo était très mauvaise, avec des rafales de vent (mistral) proches de 100 km/h et une mer creusée. Les sismographes de Cadarache, Chaudanne, Serre-Ponçon et Isola ont enregistré une onde de choc au large de Toulon, le 27 janvier 1968 à 7 h 59 pouvant résulter de l'implosion de la coque lors de l'atteinte de la profondeur d'écrasement du sous-marin, vers 600 mètres.
L'endroit exact du naufrage reste alors inconnu. Au moment du dernier contact radio à 7 h 55, l'avion situait le sous-marin au sud du secteur T-65.
Selon le rapport d'enquête de 1968, « la cause initiale la plus probable de l'accident » résiderait dans la possible avarie de la gouverne de profondeur arrière dite « barre arrière », à la suite d'un dysfonctionnement de l'alimentation en huile, entraînant un angle à plonger privant rapidement l'équipage de toute possibilité de manœuvre contraire. Les avaries de barre sont fréquentes pour les sous-marins de type Daphné, comme pour le sous-marin Galatée en 1962, ou encore pour le Gymnote en 1975 ; l'un comme l'autre doivent leur salut à la faible profondeur. En 1964, la Diane S642, en plongée à 50 mètres, coule subitement de 48 mètres sans explication.
L'analyse des photos de l’épave prises lors de  sa découverte en 2019 incite à rejeter cette hypothèse. En effet, la position des barres arrière de plongée montre qu’elles n’étaient pas désemparées à l’instant de l’implosion.
L'autre principale hypothèse retenue repose sur une soudaine entrée d'eau, principalement par cause d'une avarie du schnorchel. La défaillance d'un clapet d'étanchéité en l'absence d'effet des sécurités prévues en pareil cas aurait entraîné l'entrée massive d'eau dans le bâtiment, sa mise en pointe le poussant dans une forte plongée et son naufrage rapide. Cette éventualité est également étudiée lors du naufrage de l'Eurydice quelque temps plus tard. En 1961 (17 février), le sous-marin Aréthuse (S635) a ainsi embarqué dix tonnes d'eau en trente secondes, lui donnant un angle à plonger de 60° de pointe. De même pour la Flore, le 19 février 1971. À l'immersion périscopique, une voie d'eau n'empêche généralement pas le navire de manœuvrer pour revenir en surface. S'il n'y parvient pas, dans un tel scénario le sous-marin coule par l'arrière, durant une dizaine de minutes.
La troisième cause examinée est celle d'une explosion ; le sous-marin n'emportait aucune torpille susceptible d'exploser. Sa batterie était neuve.
La quatrième et dernière hypothèse, l'entrée d'eau soudaine, pourrait également provenir d'une collision avec un autre navire, notamment de commerce. Cette hypothèse d'entrée d'eau brutale est privilégiée à la suite des plongées près de l'épave, du 31 janvier et du 1er février 2020.

### Enquête officielle de la Marine nationale
La commission d'enquête, présidée par l'amiral Jules Évenou et composée de quatre officiers, a analysé les éléments disponibles du 5 février au 2 juillet 1968, pour rendre ses conclusions le 14 août 1968. Le rapport de conclusions d'enquête « ne permet pas d'imputer l'accident à une cause précise ».
Le lieutenant de vaisseau André Fauve possédait plus de 7 000 heures en plongée durant les quatre dernières années à bord de ce type de sous-marin. Commandant du navire disparu, il avait pris son commandement le 17 janvier 1968 et était sous-marinier depuis 1961. Le rapport d'enquête le qualifie « d'officier brillant ». Le capitaine de vaisseau Philippe Bouillot, précédent commandant de la Minerve (du 5 avril 1966 au 17 janvier 1968) déclare que son successeur disposait de la compétence requise. L'équipage était compétent et entraîné. Le sous-marin n'avait jamais connu d'anomalie, après environ 10 000 heures de plongée ; son dernier grand carénage était récent (1967), sans que le rapport d'enquête précise si les flexibles d'alimentation d'huile avaient, ou non, été changés. Les auditions dévoilent que le changement des flexibles n'était ni systématique lors des carénages, ni même signalé dans le rapport de fin de carénage. De même, le rapport d'enquête ne remet pas en cause ni ne propose de modification quant au choix, fait lors de la conception initiale du navire, de bloquer les barres arrière en position maximale de plongée en cas de manque d'huile.
Le rapport d'enquête suggère plusieurs améliorations, en particulier en matière de formation des équipages à la sécurité en plongée.

### Hypothèse de la collision
Le 15 décembre 2020, un rapport d'enquête réalisé par le contre-amiral Jean-Louis Barbier à la demande des familles est dévoilé. Il provient des plongées effectuées près de l'épave grâce à un submersible propriété de l'industriel américain Victor Vescovo. Les informations sont exposées sur les ondes de France Bleu Provence, puis relayées par France Info le 18 décembre 2020,.
Jean-Louis Barbier, ancien commandant de sous-marins, est expert auprès de la Cour d'appel d'Aix-en-Provence. Dans son rapport, il fait état de la cause probable du naufrage : la collision avec un navire de surface. L'expert s'appuie sur les photos de l'épave prises grâce à sa découverte de juillet 2019, ainsi que sur les constatations visuelles effectuées lors des deux plongées, le 31 janvier et le 1er février 2020. Ces images montrent clairement la prise d'air (le schnorchel) en position sortie, le sous-marin étant en plongée périscopique le 27 janvier vers 7h30 du matin, au moment de l'accident. Or, le clapet automatique devant empêcher la prise d'eau inopinée apparaît ouvert. Cette position anormale provient soit d'une avarie de son mécanisme, soit des suites d'un choc.

## Recherches de l'épave

### Premières recherches de l'épave (1968-1970)
La première campagne de recherche a démarré immédiatement après le naufrage, la deuxième, une année plus tard et la troisième, après la disparition de l’Eurydice en 1970 en utilisant les moyens mis en œuvre pour retrouver l'épave de ce second sous-marin.
Les premières opérations de recherche débutèrent le 28 janvier 1968 vers 2 h 30, le commandement de celles-ci étant assuré par un contre-amiral à bord de l'escorteur d'escadre Cassard. Les échantillons d'hydrocarbures prélevés en mer ne purent être identifiés comme appartenant au sous-marin. La campagne REMINER (« REcherche MINERve ») se déroula entre septembre 1968 et octobre 1969 avec le concours du bâtiment hydrographe La Recherche et du bathyscaphe Archimède sans permettre de localiser l'épave. Une troisième opération eut lieu en 1970 avec le bateau américain USNS Mizar (en) qui avait permis de retrouver l'Eurydice et en utilisant un traîneau sous-marin baptisé « troïka » mais n'aboutiront pas faute de temps pour ratisser une zone trop importante.
Les familles des victimes déplorent le manque d'informations et la plus grande difficulté pour accéder aux documents militaires.

### Relance des recherches (2018-2019)

#### Déclassification des archives
Christophe Agnus, fils de l'un des officiers disparus, obtient en 2007, à l’invitation de Nicolas Sarkozy, une dérogation pour consulter les archives. Il n’y découvre rien. D'autres familles obtiennent ce droit, et soupçonnent la Marine de dissimuler des éléments compromettants pour elle.
En 2018, le fils du commandant de la Minerve, Hervé Fauve, s'adresse à la présidence de la république pour demander une levée anticipée du secret défense dans le dossier. Celui-ci est conservé aux archives depuis 1977, sa déclassification ne devait intervenir que cinquante années après la date de dépôt de dernière pièce, datée de 1970, donc en 2020. Le risque existait de la reconduction automatique du secret par période de dix années, soit 2030 ou plus. Il soutient que le dossier est dépourvu d'information sensible, aux dires de ceux qui l'ont consulté, qu'aucun bâtiment similaire n'est encore en service, qu'il ne contient donc aucun élément contraire à la sécurité de l’État et surtout que les familles vivent dans l'espérance de cette levée,.
Cette demande est instruite et le Journal officiel du 16 juin 2018 annonce la déclassification des archives concernant la disparition de la Minerve.

#### Démarche des familles pour relancer les recherches de l'épave
Le 14 octobre 2018, le journal Var-Matin publie un article dans lequel il informe qu'à l'initiative d'Hervé Fauve, dix-huit des familles des 52 marins de la Minerve ont adressé une lettre ouverte à divers élus de la rade de Toulon pour demander la reprise des recherches afin de retrouver l'épave du sous-marin. Celui-ci était alors le seul bâtiment militaire français disparu en mer depuis 1945 dont l'épave n'était pas localisée. Cette demande est relayée auprès de la ministre des Armées Florence Parly par Philippe Vittel, vice-Président de la région PACA et Hubert Falco maire de Toulon.
Lors d'une interview accordée au même quotidien, le 8 novembre 2018, la ministre des Armées annonce qu'elle fait étudier la possibilité de reprendre des recherches.

## Découverte de l'épave en 2019

### Campagne de recherche 2019
La ministre des Armées annonce le 5 février 2019 que des recherches allaient reprendre pour retrouver l’épave lors d'opérations menées par la Marine nationale sous la direction du capitaine de frégate Thomas Guerry, commandant de sous-marin nucléaire d'attaque, avec le concours de l'Institut français de recherche pour l'exploitation de la mer (Ifremer) et du Service hydrographique et océanographique de la Marine (SHOM). Le commandant Guerry reprend les pièces du dossier conservées au service historique des armées et s'imagine à la place du commandant Fauvet faisant l'exercice. Il en déduit qu'un problème technique est à l'origine du naufrage.  
Il définit une nouvelle zone de recherche située à 20 kilomètres du Cap-Sicié, mesurant 283 kilomètres carrés, où prédominent les fonds plats mêlant vase et sable. La position estimée du sous-marin se situe par 42° 52′ N, 5° 47′ E, .
Le commandant Guerry fait analyser les relevés sismologiques par les puissants ordinateurs du Commissariat à l'énergie atomique afin d'affiner la zone de prospection. Elle se situe finalement au sud de celle pressentie initialement. La Marine nationale reprend tous les relevés et les informations collectés lors des premières recherches entre 1968 et 1970 (données sismiques, localisation des traces d'hydrocarbures, position du Breguet Atlantic en exercice avec la Minerve au moment du dernier contact). En croisant les marges d’erreurs déduites de ces différentes données, une nouvelle zone de recherches est calculée.
Les recherches se déroulent en deux phases : la première campagne à lieu en février 2019 ; elle est confiée au navire océanographique Pourquoi pas ? — la Marine possédant un droit d'utilisation du navire de 150 jours par an — qui utilise des sondeurs multi-faisceaux, des drones et le sous-marin Nautile de l'Ifremer,.
La deuxième campagne de recherches approfondies, d'une durée fixée à 15 jours en juillet 2019, est menée par le navire Antea avec les données recueillies lors de la première phase. Le bâtiment utilise un drone sous-marin pouvant plonger jusqu'à 2 850 mètres à 40 mètres du sol, balayant un kilomètre carré par heure avec une résolution de l’ordre d’un mètre. En cas de signal positif, un second drone est capable de sonder les sédiments jusqu'à 70 mètres de profondeur.
Le 16 juillet 2019 le navire norvégien de recherches et de travaux sous-marins Seabed Constructor arrive dans la zone de recherches. Il localise l'épave à une dizaine de kilomètres de la zone de la première recherche le 21 juillet à 18 h 10 après avoir exploré 940 km² pendant cinq jours.

### Découverte de l'épave (juillet 2019)
Le 22 juillet 2019, Florence Parly, ministre des Armées, annonce par Twitter que l'épave du sous-marin a été retrouvée,,. Le chef d'état-major de la Marine nationale, l'amiral Prazuck précise que le sous-marin a été localisé par 2 335 m de fond, à 45 km au sud-sud-ouest au large de Toulon par le Seabed Constructor dont un ROV a apporté la confirmation visuelle de l'emplacement de la Minerve.

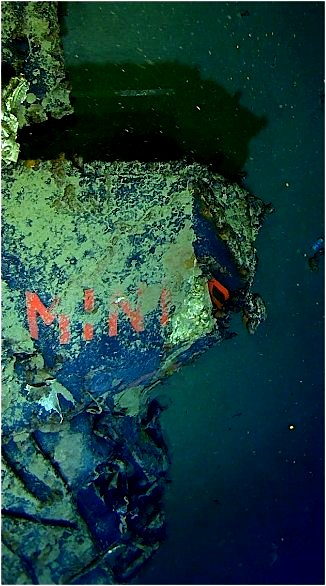
Partie de l'épave de la Minerve en 2020.

Le sous-marin repose dans la plaine abyssale, donc au-delà du plateau continental. Sur la partie visible du massif, les trois premières lettres de son nom, MIN ainsi que le S de son identification (S647), bien visibles sur le kiosque, ont permis de lever tout doute sur l'identité de l'épave. À l'avant, l'étrave caractéristique des Daphné, est clairement reconnaissable. Entre l'avant et l'arrière du sous-marin, visibles en deux morceaux imposants, la zone centrale git au milieu de débris dispersés.
La position du Seabed Constructor au moment de la découverte est au 42° 45′ N, 5° 40′ E. En notation UTM(E,N) : fuseau 31 ; 718 626,25 m Est, 4 738 193,07 m Nord ; profondeur du fond 2233,26 mètres.

## Hommages

### Hommage du général de Gaulle (1968)
Lors de la cérémonie d'hommage à Toulon en présence du général de Gaulle, le 8 février 1968, celui-ci effectua une plongée symbolique sur les lieux présumés du naufrage, à bord du sous-marin l’Eurydice, un sous-marin de même classe que la Minerve et qui disparaîtra dans les mêmes circonstances deux années plus tard en Méditerranée, au large du cap Camarat. Le général laisse à bord une photo dédicacée avec la mention « Au sous-marin Eurydice en témoignage ! Et à la mémoire du Minerve ». Le général confie au ministre des Armées Pierre Messmer qu'il voulait à cette occasion discuter directement avec des marins pour comprendre ce qui s'est passé.

« Des marins sont morts en mer. Ils étaient des volontaires, c’est-à-dire qu’ils avaient d’avance accepté le sacrifice et qu’ils avaient un pacte avec le danger. C’est pour cela en particulier que le sous-marin Minerve a laissé au cœur de la France tout entière un souvenir profond, et à ses armées, un exemple qui durera. Au nom de la patrie, je salue leur mémoire et je suis sûr que de ce qu’ils ont voulu faire et de ce qu’ils ont fait sortira pour notre France quelque chose de fort, comme ils l’avaient voulu. Vive la France ! »

— général de Gaulle, hommage aux marins de la Minerve,,
Il existe un lien de parenté entre la famille de Gaulle et celle de l'un des officiers, Patrice Cailliau. La sœur ainée du général, Marie-Agnès de Gaulle est mariée avec un Cailliau (Alfred), cousin germain du père de l'officier disparu. Dans ses mémoires, le fils du général, Philippe de Gaulle, indique que son père porta pendant un mois un brassard noir au bras gauche en signe de deuil.

### Citation à l'ordre de l'armée de mer
Par décision ministérielle n° 4 du 7 février 1968 parue au Bulletin officiel des décorations, médailles et récompenses du 21 mars 1968, l'équipage du sous-marin la Minerve a reçu la citation suivante à l'ordre de l'armée de Mer :

« Armant un sous-marin à hautes performances dans les conditions très exigeantes de la navigation sous-marine, ont toujours donné un haut exemple de valeur professionnelle et de dévouement au bien du service. Disparus en service commandé avec leur bâtiment devant Toulon le 27 janvier 1968. »

### Divers hommages
- Le monument national des sous-mariniers[46],[47] à Toulon, comporte les noms de l'équipage de la Minerve.
- En juin 2018, les stagiaires de la préparation militaire supérieure maistrance 2018 reçoivent le nom de promotion sous-marin Minerve[48].
- Une rue de Brest porte le nom de sous-marin Minerve.
- Une rue de Toulon porte le nom de sous-marin La Minerve.
- Une rue de Caylus porte le nom de Rue du sous-marin Minerve[49].
- Une rue à Ouveillan porte le nom de Rue du Minerve.
- Une avenue de Nantes porte le nom Avenue de la Minerve (créée sous le nom Avenue la Minerve).
- Une place à Sainte-Foy-lès-Lyon porte le nom de « Place de la Minerve retrouvée - À la mémoire d'Alain Michel »[50] en hommage à ce marin qui y a passé son enfance.
- Une plaque du monument aux morts d'Hendaye mentionne La Minerve[51], d'où était originaire l'un des marins du bateau[52].
- Une stèle rend hommage à l'un des marins de La Minerve, à La Vernelle[53] ; ainsi qu'à Saint-Amand-les-Eaux[54].
- Une rue de Ploërmel porte le nom du commandant de la Minerve[55].
- Un rond-point de Cuxac-d'Aude porte le nom de l'un des marins du bateau[56].
- Une rue à Wassy porte le nom de l'un des marins du bateau.
- La ville de Charlieu a rendu hommage à l'un des marins du bateau[57].

#### Hommage de la marine en présence des familles (2019)
Le préfet maritime de Méditerranée, à Toulon, l'amiral Charles-Henri du Ché, indique que l'épave ne sera pas renflouée, ayant la nature d'une sépulture maritime.
Le 15 septembre 2019, une cérémonie en mer à bord du porte-hélicoptère amphibie Tonnerre qui vient se placer au droit de l'épave, est organisée par la Marine nationale en présence de Florence Parly et de 38 des 52 familles de l'équipage disparu. Elle est précédée d'un hommage à terre à Toulon la veille, samedi 14 septembre 2019, au Monument national des sous-mariniers, situé dans le parc de la Tour royale à Toulon.

#### Dépôt d'une plaque commémorative (2020)
Le 2 février 2020, le sous-marin privé DSV Limiting Factor 1 rattaché au navire-mère DSSV Pressure Drop avec à son bord le milliardaire américain Victor Vescovo et le fils du commandant de la Minerve, Hervé Fauve, dépose une plaque commémorative sur l'épave.

## Équipage
L'équipage du navire coulé comprenait cinquante-deux hommes dont six officiers, seize officiers mariniers et trente quartier-maîtres et matelots, tous disparus avec le sous-marin. Sept membres de l'équipage n'étaient pas à bord, pour différentes raisons.

### Officiers
| Grade                              | Prénom     | Nom               | Âge | Fonction                 |
| ---------------------------------- | ---------- | ----------------- | --- | ------------------------ |
| Lieutenant de vaisseau             | André      | Fauve             | 32  | commandant               |
| Lieutenant de vaisseau             | Bernard    | Gadonnet          | 31  | officier en second       |
| Lieutenant de vaisseau             | Jean-Marie | Agnus,            | 29  | ingénieur mécanicien     |
| Lieutenant de vaisseau             | Patrice    | Cailliau          | 27  | officier système d’armes |
| Enseigne de vaisseau de 1re classe | Jean-Louis | Renard            | 25  | officier en troisième    |
| Enseigne de vaisseau de 1re classe | Alain      | Jean-dit-Prugnaud | 25  | officier transmissions   |

### Officiers mariniers
| Grade          | Prénom      | Nom         | Âge | Fonction                               |
| -------------- | ----------- | ----------- | --- | -------------------------------------- |
| Premier maître | Bernard     | Doré        | 36  | chef de quart                          |
| Premier maître | Richard     | Rich        | 27  | détecteur                              |
| Maître         | Robert      | Cléren      | 28  | mécanicien                             |
| Maître         | Michel      | Dannay      | 25  | détecteur                              |
| Maître         | Francis     | Leblois     | 28  | missilier                              |
| Maître         | Auguste     | Le Mens     | 37  | électricien                            |
| Maître         | Daniel      | Potier      | 26  | mécanicien                             |
| Second maître  | Jules       | Descamps    | 29  | mécanicien                             |
| Second maître  | Bernard     | Allix       | 27  | électricien                            |
| Second maître  | Claude      | Saussaye    | 29  | électricien                            |
| Second maître  | Daniel      | Naas        | 24  | mécanicien                             |
| Second maître  | Michel      | Obrenovitch | 25  | détecteur ASM (lutte anti sous-marine) |
| Second maître  | Jean-Pierre | Naudin      | 25  | missilier                              |
| Second maître  | Maurice     | Guicherd    | 21  | mécanicien                             |
| Second maître  | Jacques     | Malarme     | 24  | mécanicien                             |
| Second maître  | Nicolas     | Migliaccio  | 25  | radio                                  |

### Quartiers-maîtres et matelots

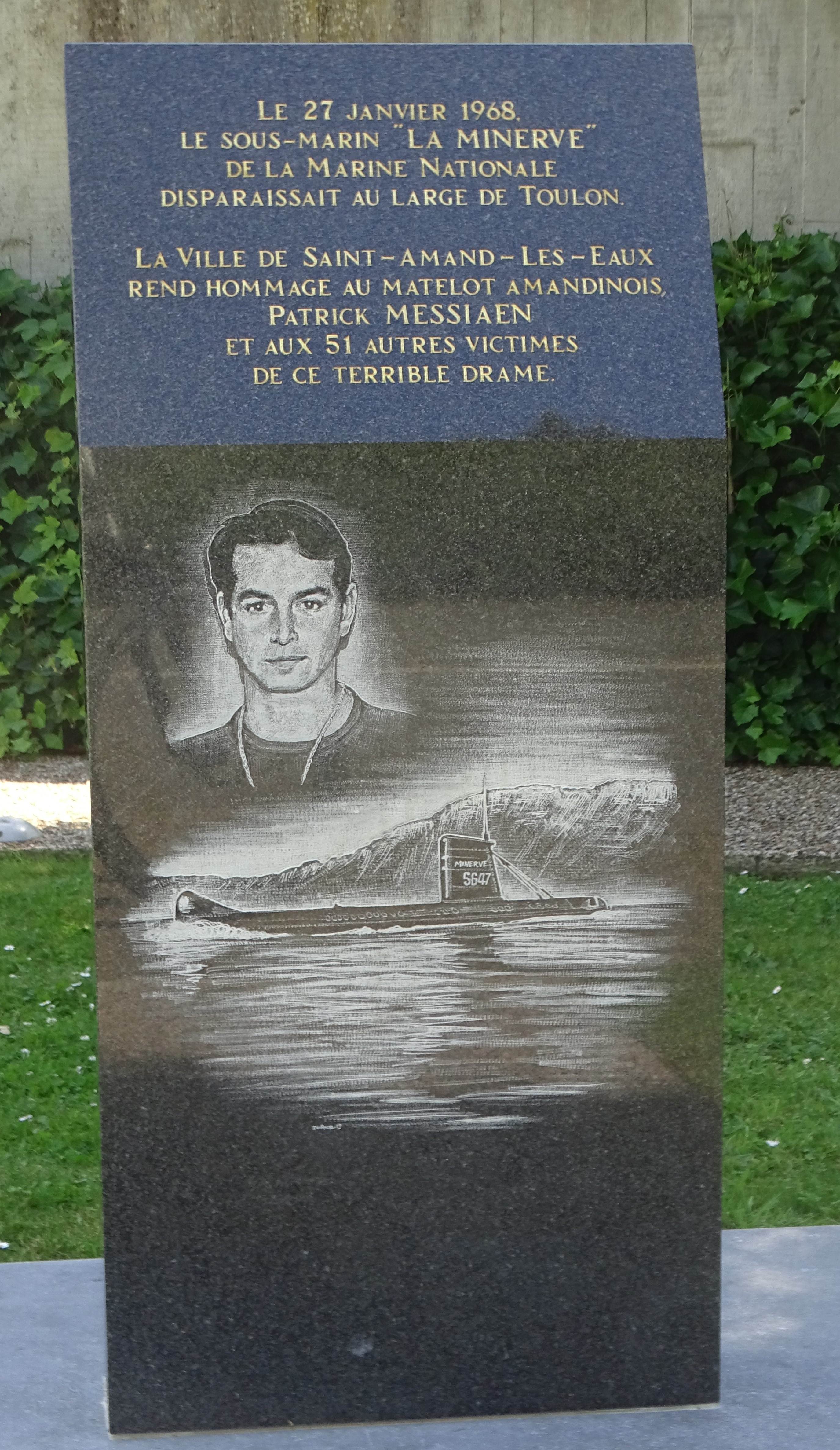
Monument à Patrick Messiaen, à Saint-Amand-les-Eaux.

| Grade           | Prénom        | Nom         | Âge | Fonction                               |
| --------------- | ------------- | ----------- | --- | -------------------------------------- |
| Quartier-maître | Jean-Claude   | Buhler      | 19  | électricien                            |
| Quartier-maître | Raymond       | Dumont      | 22  | cuisinier                              |
| Quartier-maître | Dominique     | Faure       | 19  | électricien                            |
| Quartier-maître | Jean-François | Fort        | 18  | radio                                  |
| Quartier-maître | Serge         | Gomez       | 20  | détecteur ASH                          |
| Quartier-maître | Alain         | Guérin      | 21  | maître d’hôtel                         |
| Quartier-maître | Bernard       | Hélies      | 21  | mécanicien                             |
| Quartier-maître | Bernard       | Helmer      | 21  | radio                                  |
| Quartier-maître | Gérard        | Lambert     | 20  | mécanicien                             |
| Quartier-maître | Gilbert       | Leporq      | 20  | timonier                               |
| Quartier-maître | Daniel        | Leprêtre    | 21  | électricien                            |
| Quartier-maître | François      | Meunier     | 19  | missilier                              |
| Quartier-maître | Jean-Luc      | Moal        | 23  | missilier                              |
| Quartier-maître | Jean-Marc     | Mouton      | 19  | électricien                            |
| Quartier-maître | Christian     | Nicolas     | 19  | mécanicien                             |
| Quartier-maître | Gilles        | Plottin     | 19  | missilier                              |
| Quartier-maître | Guy           | Ropart      | 19  | missilier                              |
| Quartier-maître | Daniel        | Schultz     | 18  | missilier                              |
| Quartier-maître | Roger         | Teyssandier | 22  | électricien                            |
| Quartier-maître | Michel        | Vaugelade   | 20  | détecteur ASM (lutte anti sous-marine) |
| Quartier-maître | Jacques       | Vigneron    | 21  | détecteur ASM (lutte anti sous-marine) |
| Matelot         | Edmond        | Rabussier   | 18  | mécanicien                             |
| Matelot         | Michel        | Paillard    | 20  | missilier                              |
| Matelot         | Pierre        | Ampen       | 17  | mécanicien                             |
| Matelot         | Jacques       | Priard      | 19  | mécanicien                             |
| Matelot         | Claude        | Goutorbe    | 20  | sans spécialité                        |
| Matelot         | Marcel        | Coustal     | 18  | électricien                            |
| Matelot         | Alain         | Michel      | 19  | timonier                               |
| Matelot         | Patrick       | Messiaen    | 18  | mécanicien                             |
| Matelot         | Maurice       | Loichet     | 19  | électricien                            |